# Theater das Zimmer

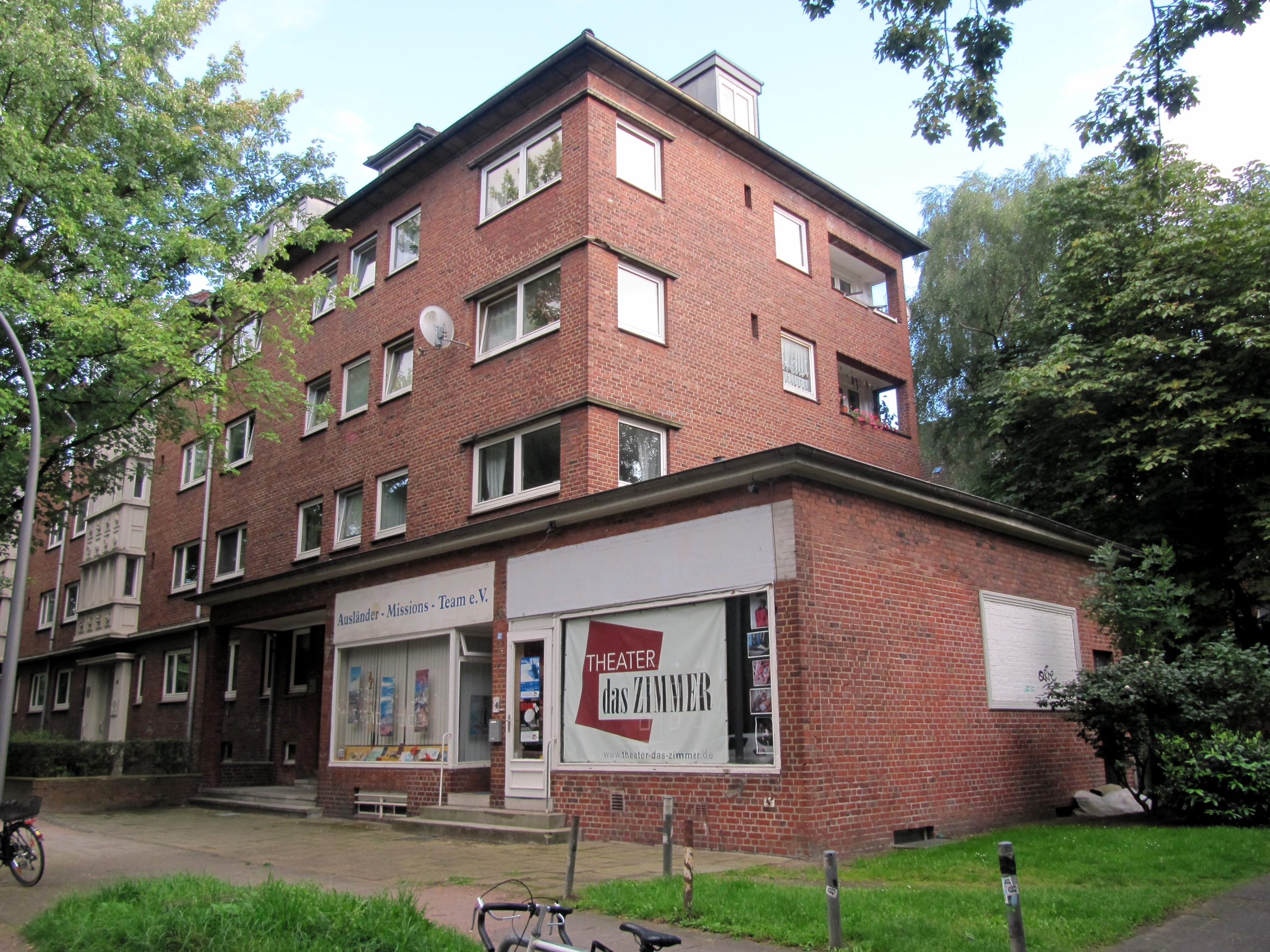
„Theater das Zimmer“ (2016)

Das Theater das Zimmer ist ein Privattheater in Hamburg-Horn, das 2014 gegründet wurde und von Sandra Kiefer und Lars Ceglecki geleitet wird. Es ist in einem ehemaligen Ladenlokal angesiedelt und verfügt über 40 Zuschauerplätze. Das Theater wurde 2022 mit dem Barbara Kisseler Preis ausgezeichnet.

## Spielstätte und Geschichte
Als Spielstätte dient die 50 m² große rechte Hälfte eines Ein-Raum-Annex des denkmalgeschützten Siedlungsbaus in der Washingtonallee 42a/42, der 1936/1937 errichtet wurde (Architekt: Hans Stockhause) und – noch ohne bauliche Trennung in zwei Hälften – bis zum Ende des Zweiten Weltkriegs ein Kolonialwarenladen war. Stockhause hatte dieses Ladenlokal in Ergänzung zum 1930/1931 nach Plänen von Ernst H. Dorendorf errichtetem Milchladen in der Auersreihe 7, der heute als Wohnung genutzt wird, als Bauensemble zur Nahversorgung der Wohnbevölkerung in Hamburg-Horn geplant.
Die U-Bahn-Haltestelle „Horner Rennbahn“ befindet sich in fußläufiger Entfernung (ca. 550 Meter), ebenso seit dem Fahrplanwechsel im Jahr 2008 die HVV-Bushaltestelle „Hasencleverstraße“ der Linie 213 (ca. 25 Meter entfernt).
Von 1999 bis zum Sommer 2014 hat Angelika Landwehr (1960–2020) hier das Theater in der Washingtonallee geleitet. Ihr zu Ehren wurde der am Theater entlang führende Fußweg (von-Elm-Stieg) in Angelika-Landwehr-Stieg umbenannt.
Nachdem das „Theater in der Washingtonallee“ im Juli 2014 den Spielbetrieb eingestellt hatte, wurde die Spielstätte mit 40 Plätzen im Zuschauerraum unter neuer Leitung als „Theater das Zimmer“ am 3. Oktober 2014 mit dem Stück Tagträumer von William Mastrosimone neu eröffnet.
Dem vorausgegangen sind einige Umbaumaßnahmen wie der Einbau von sieben Scheinwerfern und die Errichtung einer Bühnen- und Podestkonstruktion, die es zuvor nicht gab. Außerdem wurden die mit Stoff bezogenen Zuschauerplätze fest in L-Form angeordnet.

## Aufführungen und Produktionen
Das Theater spielt die klassische Form des Zimmertheaters, die Ende der 40er Jahre von Helmut Gmelin in Hamburg erfunden wurde. Vergangene Produktionen waren Tagträumer von William Mastrosimone, die Komödie Tour de Farce von Philip LaZebnik und Kingsley Day, das Märchen Aus den Memoiren des Herrn von Schnabelewopski nach Heinrich Heine, Lenz und „Woyzeck“ von Georg Büchner, das Musical Tell Me on a Sunday (Liederzyklus aus Song and Dance von Andrew Lloyd Webber), Das Schiff Esperanza von Fred von Hoerschelmann, „Maria Stuart“ von Friedrich Schiller, „Per Anhalter durch die Galaxis“ von Douglas Adams, „Gut gegen Nordwind“ von Daniel Glattauer, „Weiße Nächte“ von Fjodor Dostojewski, „Nachtgespräche mit meinem Kühlschrank“ von Klaus Pohl, „Die Verwandlung“ von Franz Kafka und „Ben Hur“ von Rob Ballard. Der Spielplan kann unter www.theater-das-zimmer.de/stuecke abgerufen werden.
Die Aufführungen finden jeweils um 20 Uhr donnerstags, freitags und samstags statt und sonntags um 16 Uhr statt, für die Aufführungen am Mittwoch gibt es vergünstigte Karten („Blauer Mittwoch“). Der Einlass beginnt jeweils eine halbe Stunde vor Beginn der Vorstellung.

## Finanzierung und Kartenpreise
Das „Theater in der Washingtonallee“ wurde von der Kulturbehörde des Senats bis zur Spielzeit 2012/2013 finanziell gefördert in Höhe von 28.500 Euro für die Spielzeit 2011/2012, 30.000 Euro für die Spielzeit 2012/2013 und 12.750 Euro für die Spielzeit 2013/2014. Diese Förderung ist nicht automatisch auf das „Theater das Zimmer“ übergegangen, das sich über den Eintritt bzw. privat finanziert. Es wird aber seit Dezember 2014 vom Senat als zugehörig zu den „Off-Theatern“ in Hamburg gezählt, also zu den Theatern, die mehrheitlich als Bühne für die freie Szene fungieren und eine staatliche Bezuschussung beantragen können.
Seit 2016 besteht der Förderverein „Freunde des Zimmers e. V.“ Dieser unterstützt das Theater in materieller und immaterieller Weise und kann Spenden und Zuwendungen entgegennehmen. Der Verein ist als gemeinnützig anerkannt, das bedeutet, dass die Mitgliedsbeiträge (60,- € im Jahr) und Spenden steuerlich absetzbar sind.